# Adobe Fonts
Adobe Fonts（アドビ フォンツ）は、アドビが提供する、フォントのサブスクリプションサービス。提供されているフォントはWebフォントとして使用することも、 Adobe Creative Cloud経由で加入者のコンピュータ上に同期してアプリケーション上で使用することもできる。Adobe Creative Cloud利用者は追加料金なしで利用することができる。提供フォント数が限られた無料版も存在する。かつてのサービス名称はAdobe Typekit（アドビ タイプキット）であり、2018年10月15日をもって現名称に改称した。

## 概要
Google Analyticsの元開発メンバーを含むチームによって立ち上げられたSmall Batch, Inc.が、2009年11月にAdobe Fontsの前身となるWebフォントサービスであるTypekitのサービスを開始した。2011年10月に、アドビがこのサービスを買収した。 2018年10月15日に、TypekitはAdobe Fontsに名称変更された。
500以上を超える日本語フォントを含む20,000以上のフォントが利用可能であり、利用可能なフォントは随時追加される。日本語フォントでは商用フォントメーカーであるモリサワやフォントワークスなどが一部フォントをAdobe Fontsに提供している。
すべてのフォントが商用可能であり、Webフォントとして利用する場合のページビュー数による制限もない。Adobe Fontsのフォントを利用したデザインの商標登録も可能である。
専用のWebページで各提供フォントのアクティベート/ディアクティベートを切り替えることができる。
Adobe PhotoshopなどのAdobeが提供するソフトウェアのファイル内でのAdobe Fontsのフォントを利用した文字は、Adobe Fontsでそのフォントをアクティベートしていなくてもソフトウェア上でそのフォントで表示することができる。また、そのフォントをアクティベートすることもできる。
Adobe Fontsに提供されたフォントはすべてAdobe Fontsの利用規約が適用され、モリサワや視覚デザイン研究所のフォントの商標登録するデザインへの利用など、各フォントメーカーが提供するサービスでは不可能だがAdobe Fontsでの利用でのみ可能になる利用方法も存在する。